# Paul Heyse
Paul Johann Ludwig von Heyse (15. března 1830, Berlín – 2. dubna 1914, Mnichov) byl německý básník, prozaik, dramatik a překladatel, pokračovatel klasicistních tradic v německé literatuře, nositel Nobelovy ceny za literaturu za rok 1910.

## Život
Předpoklady pro svou rozsáhlou uměleckou činnost získal Heyse od svých rodičů (otec byl lingvista univerzitní profesor, matka pocházela z hudebního prostředí). Vystudoval klasickou filologii v Berlíně a pak v Bonně filologii románskou se zvláštním zaměřením na provensálštinu (roku 1852 napsal dizertační práci týkající se trubadúrské poezie).
Již jeho první práce, tragédie Francesca da Rimini (1850, Franzeska von Rimini) a výpravné básně Urica (1851) a Bratři (1852, Die Brüder) byly přijaty s neobyčejnou přízní, která ještě vzrostla v souvislosti s vydáváním jeho novel. Roku 1854 ho bavorský král Maximilián II. povolal do Mnichova, poskytl mu velkorysou penzi (které se Heyse roku 1867 vzdal) a ustanovil ho svým dvorním básníkem. Heyse pak prokázal úžasnou tvůrčí činnost, která zahrnovala skoro všechny hlavní literární žánry: lyriku, epickou poezii, novely, romány i divadelní hry. Se svým přítelem, básníkem Emanuelem Geibelem, stál v čele skupiny spisovatelů, kteří oponovali rostoucím tendencím přiklánět se k realismu.
Heysovo rozsáhlé dílo oslavuje harmonickou krásu a odmítá jakékoliv prvky ošklivosti. Proslavil se zejména svými novelami. Dále je autorem několika románů a mnoha dramatických děl (tragédie, komedie i jednoaktovky). Překládal především Williama Shakespeara a díla italské a španělské literatury. V roce 1910 mu byla udělena Nobelova cena za literaturu „… jako vysoké uznání za dokonalé a idealismem prodchnuté umění, které uplatnil během dlouhé a významné činnosti jako lyrik, dramatik, autor románů a světově proslulých novel“ (citace z odůvodnění Švédské akademie).

## Dílo

### Novely
Heyse napsal téměř sto novel, které vyšly ve vice než dvaceti sbírkách. Většina z nich jsou díla formálně neobyčejně dokonalá, jemně fabulovaná, harmonická a slunná s pečlivou psychologií postav. Nejdůležitější sbírky jsou:
- Der Jungbrunnen (1850, Pramen mládí), první Heysova novela,
- Novellen (1855, Novely), obsahující mimo jiné novelu L'Arrabbiata.
- Neue Novellen (Nové novely), tři svazky vydané v letech 1858, 1862 a 1875
- Vier neue Novellen (1859, Čtyři nové novely),

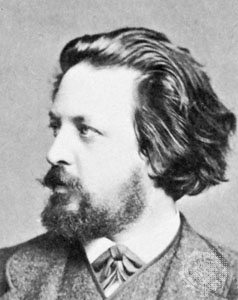
Paul Johann Ludwig von Heyse

- Paul Johann Ludwig von Heyse Meraner Novellen (1864, Meranské novely),
- Fünf neue Novellen (1866, Pět nových novel),
- Novellen und Terzinen (1867, Novely a tercíny),
- Moralische Novellen (1869. Moralistické novely),
- Ein neues Novellenbuch (1871, Nová kniha novel),
- Neue moralische Novellen (1878, Nové moralistické novely),
- Römische Novellen (1881, Římské novely),
- Troubadour (1883, Trubadůr),
- Buch die Freundschaft (1883 a 1884, Kniha přátelství), dva svazky,
- Himmlische und irdische Liebe (1886),
- Villa Falconieri und andre Novellen (1888, Vila Falconieri a jiné novely),
- Melusine und andre Novellen (1895),
- Der Sohn des Vaters (1898, Syn otců),
- Novellen vom Gardasee (1902, Novely od Gardského jezera),
- Victoria Regia und andere Novellen (1906),

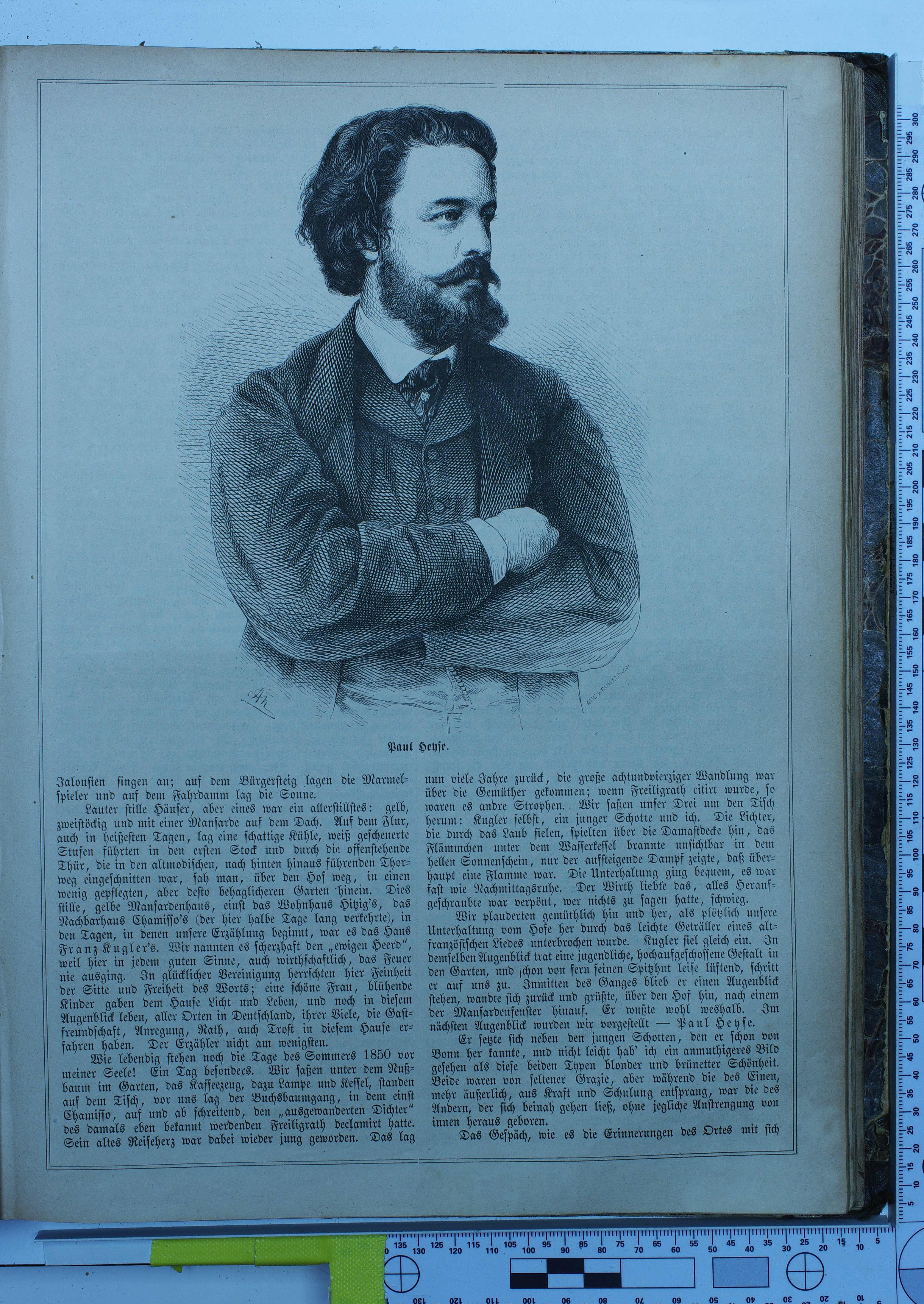
Paul Johann Ludwig von Heyse

- Paul Johann Ludwig von Heyse Menschen und Schicksale (1908),
- Helldunkles Leben (1909)

### Romány a další prózy
Heyse se snažil ve svých románech řešit některé moderní společenské a mravní problémy a zdůvodnit svůj idealistický světový názor. Proto v nich vystupuje často polemicky (například proti naturalismu).
- Kinder der Welt (1873, Děti světa), román, tři svazky
- Im Paradiese (1875, V ráji), román, tři svazky,
- Merlin (1892), román, tři svazky,
- Über allen Gipfeln (1895, Nade všemi vrcholy), román,
- Jugenderinnerungen und Bekenntnisse (1900, Vzpomínky a vyznání),
- Gegen den Strom (1907, Proti proudu), román,
- Die Geburt der Venus (1909, Zrození Venuše), román,
- Jugenderinnerungen und Bekenntnisse (19120, Vzpomínky a vyznání), druhá část.

### Divadelní hry

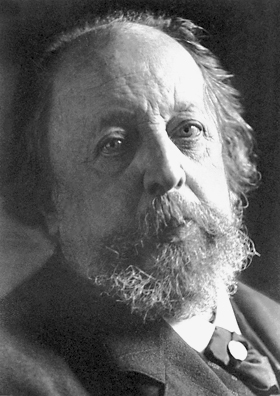
Paul Johann Ludwig von Heyse

- Paul Johann Ludwig von Heyse Franzeska von Rimini (1850, Francesca da Rimini), tragédie,
- Melanger (1854, tragédie,
- Die Sabinerinnen (1859, Sabiňanky), tragédie,
- Ludwig der Beyer (1862, Ludvík Bavorský), tragédie,
- Hadrian (1865, tragédie,
- Maria Maroni (1865, drama,
- Kolberg (1868), drama,
- Die Göttin der Vernunft (1870, Bohyně rozumu), drama,
- Graf Königsmark (1876, Hrabě Königsmark), tragédie,
- Elfriede (1877), tragédie,
- Die Weiber von Schorndorf (1881, Ženy ze Schorndorfu), drama
- Alkibiades (1883, tragédie,
- Das Recht des Stärkeren (1883, Právo silnějšího), drama
- Don Juans Ende (1883, Konec Dona Juana), tragédie,
- Díe Hochzeit auf dem Aventin (1886, Svatba na Aventinu), tragédie,
- Gott schütze mich vor meinen Freunden (1888), komedie,
- Kleine Dramen (1889, Malá dramata), jednoaktovky,
- Weltuntergang (1889, Konec světa), drama,
- Ein unbeschriebenes Blatt (1893, Nepopsaný list), komedie,
- Jungfer Justine (1889, Komormná Justina), drama,
- Wahrheit? (1892, Opravdu?), drama,
- Vanina Vanini (1896), tragédie.

### Básně
Z epické tvory lze například jmenovat:
- Urica (1851),
- Die Brüder (1852, Bratři),
- Hermen (1854)
- Die Braut von Cypern (1856, Nevěsta z Kypru),
- Thekla (1858),
- Rafael (1863,
- Syritha (1867),
- Der Salamander (1879, Salamandr),
- Liebeszauber (1889, Div lásky).

Z lyrických básnických sbírek jsou nejznámější
- Skizzenbuch (1877, Kniha skic),
- Verse aus Italien (1880, Verše z Itálie).

## Česká vydání
- Dva zajatci (1878, Zwei Gegangene), Alois Hynek, Praha 1913, překlad J. Šonka, novela. Dostupné online.
- L'Arrabbiata (1855), Nakladatelské družstvo Máje, Praha 1938, překlad a úvod Otto Pick. Dostupné online.
- Jsme kapkou v moři života, Prostor, Praha 2017, přeložila Zlata Kufnerová, výbor z básnického díla.